# Медаль «В память Ништадтского мира»
«В память Ништадского мира» — медаль в честь Ништадтского мирного договора.
Солдаты и унтер-офицеры награждались серебряными медалями, диаметр медали составлял 41 и 44 мм. Офицеры награждались золотыми медалями разного достоинства. Медалью также награждались иностранные дипломаты, для которых были изготовлены медали с надписями на латыни.

## Описание
Эти медали — образец жанра конклюзии (гравюр с торжественными панегирическими текстами).
В центре композиции лицевой стороны памятных и наградных медалей Ноев ковчег, над которым летит голубь с символом мира — пальмовой ветвью в клюве. На заднем плане — силуэты Петербурга и Стокгольма, соединённые в знак мира радугой и надписью «СОЮЗОМ МИРА СВЯЗУЕМЫ». Внизу в обрезе помещена надпись: «В Нейстате по потопе Северныя войны 1721».
На оборотной стороне выбита надпись: «В[еликому] и б[лаговерному] щ[астливому] государю Петру I именем и делами великому российскому императору и отцу по двадесятолетних триумфов север умирившему сия из злата (или серебра) домашнего медалия усерднейше приносится».
Таким образом медаль извещает о преподнесении Сенатом Петру I титула императора и Отца Отечества, а также указывает на то, что медали изготовлены из добытых на российских месторождениях драгоценных металлов.
На офицерских медалях изображён Пётр I.

## Интересные факты
Это первая медаль, которая была отчеканена из золота и серебра, добытых в России, в Нерчинских рудниках Большого и Малого Култука
Почти сразу после выпуска медали она стала очень популярной, в том числе среди коллекционеров. Поэтому в 1740 году было выдано разрешение на чеканку медалей по заказам частных лиц, что привело к появлению также бронзовых медалей. Впоследствии старые штемпели заменялись новыми — копирование медалей продолжалось и в XIX веке.